# Alting og Ulla Vilstrup
Alting og Ulla Vilstrup er en roman fra 1998 skrevet af Kim Fupz Aakeson udgivet på bogforlaget ABC. Bogen er i 2011 genudgivet på Gyldendal.

## Analyse
Historien fortælles i 1. personfortæller af den 19-årige, mandlige hovedperson, som er psykisk syg. Han bor på noget, som vi godt kan antage, er en institution for psykisk syge. Hver dag opfordres de til at lave noget – for eksempel tage på biblioteket, tage i træværksstedet og lignende, men hovedpersonen vil dog allerhelst se sin yndlingsfilm: Hjerterfri. Siden han stiftede bekendtskab med denne film som 14-årig, har han ikke bestilt andet end at se den.
En dag går det op for ham, at Linda, som er filmens hovedperson, ikke blot er en fiktiv person; hun findes jo virkeligt som skuespilleren Ulla Vilstrup! Da dette faktum går op for ham, flygter han fra instituttet i selskab med sin temperamentsfulde ven, Willy, med det formål at finde Ulla Vilstrup.

Der er tre handlingsforløb i bogen – den egentlige historie, flash back i fortællerens liv samt små udsnit fra hans besættelse; filmen Hjerterfri. Det er humoristisk at høre om de ting, fortælleren har at fortælle – og man fascineres af hans store uvidenhed, hvad banale hverdagsting angår. Hans tanker og meninger er ligeledes interessante at læse om. Og noget andet underholdende er, at forfatteren skildrer de offentligt ansatte i sundhedsvæsenet som nogle tåber, der ikke har styr på det, de beskæftiger sig med

## Filmatisering
Bogen er filmatiseret med titlen Rene Hjerter, der udkom i år 2006 med Anders Matthesen i hovedrollen.